# Dracula's Legacy - Il fascino del male
Dracula's Legacy - Il fascino del male (Dracula 2000, ma conosciuto anche a livello internazionale come Dracula 2001) è un film horror gotico del 2000, rivisitazione in chiave postmoderna della storia del conte Dracula.

## Trama
Nipote di Abraham Van Helsing, Matthew Van Helsing è un direttore di un museo di antiquario residente a Londra. Poiché egli possiede un caveau ad altissima sicurezza, la sua segretaria Solina organizza una rapina ai danni del proprio datore di lavoro, convinta che esso custodisca un grande tesoro. Il colpo si rivela un parziale fallimento: non solo due dei membri della banda muoiono trafitti da delle lance d'argento, ma l'unico oggetto rinvenuto è una bara composta dal medesimo materiale, che viene rubata. A quel punto i ladri si dirigono a New Orleans con un aereo privato, ma durante il volo uno di loro riesce ad aprire la bara, rivelando la presenza di un cadavere coperto da sanguisughe. Questo si rivela essere un vampiro, ed uccide tutti i presenti a bordo, facendo precipitare l'aereo. Mentre Mattew si reca anch'egli a New Orleans venendo però pedinato dal suo assistente Simon Sheppard ed il primo, durante un combattimento contro tre vampiri (fra cui la stessa Solina), è costretto a rivelare di essere in realtà Abraham Van Helsing, e che nella bara rubata c'era custodito Dracula.
Quest'ultimo non si trova a New Orleans per caso: per poter vegliare sul feretro di Dracula, Van Helsing si è iniettato per decenni il sangue del vampiro in modo da non morire per essere per sempre il custode, ma così facendo ha fatto sì che sua figlia Mary fosse "sangue del sangue di Dracula", cosa che ha creato un legame psichico fra i due ed una profonda attrazione del vampiro nei confronti della giovane. Dopo vari tentativi Dracula riuscirà a vampirizzare Mary e, poco dopo, le rivelerà la propria vera identità: egli è Giuda Iscariota, l'apostolo prediletto di Gesù di Nazareth che, lo tradì vendendolo ai romani, permettendo così la redenzione dell'umanità. Da ciò derivano la sua immortalità ("donatagli" come forma di punizione), l'odio per l'argento (con cui era stato pagato dai romani), la luce solare (la resurrezione avviene all'alba) e per i simboli cristiani. Dopo la rivelazione, Mary apparentemente vampirizza Simon, ma si tratta di un trucco escogitato per uccidere le due vampire al servizio di Dracula ed affrontare quest'ultimo che, ritrovatosi impiccato ad un crocifisso, libera Mary dalla condizione di vampira ed infine chiede a Gesù di essere riaccolto fra le sue braccia, morendo pochi secondi dopo bruciato dalla luce del sole.
Mary afferma di essere Mary Van Helsing, e che il suo compito è quello di vegliare sul corpo di Dracula per impedirne un eventuale risveglio.

## Produzione
Il film è stato prodotto dalla Dimension Films e dalla Neo Art & Logic, e presenta un cast giovanissimo. Produttore del film è Wes Craven e il regista Patrick Lussier.

## Seguiti
Il film ha avuto due seguiti:
- Dracula II: Ascension (2003), con Stephen Billington nel ruolo di Dracula
- Dracula III - Il testamento (2005), con Rutger Hauer nel ruolo di Dracula